# Уейн (окръг, Ню Йорк)
Вижте пояснителната страница за други значения на Уейн.
Окръг Уейн (на английски: Wayne County) е окръг в щата Ню Йорк, Съединени американски щати. Площта му е 3585 km², а населението - 90 670 души (2017). Административен център е град Лайънс.